# Bvistrizi
Bvistrizi war der Name eines Burgwards und eventuell auch einer Burg im Gau Nisan(i), welcher in einer Königsurkunde des Kaisers Heinrich IV erwähnt wird: in pago Nisani in burchwardo Bvistrizi. Die Urkunde ist auf den 28. Oktober 1068 gefertigt, als Ausstellungsort wird Rochlitz erwähnt. Sie ist nicht frei von Zweifeln, da auch dieses Diplom möglicherweise zu dem Fälschungskomplex von Urkunden zugunsten des Hochstifts Meißen auf das 10. und 11. Jahrhundert gehören könnte. In diesem Falle wäre eine Fälschung aus der Mitte des 12. Jahrhunderts oder aus der Zeit um 1200 denkbar.

## Inhalt des Diploms
Nach den Regesta Imperii (RI) lautet die Urkunde im Wesentlichen:
Heinrich schenkt dem Domkapitel zu Meißen zu seinem und seiner Gemahlin, der Königin Bertha, Seelenheil sowie aufgrund der Intervention der Bischöfe Hermann von Bamberg, Gregor von Vercelli und Benno von Meißen zwei zur Besitzung Löbtau gehörende Königshufen, die bei Bedarf durch wohl bestellte Ländereien in dem in der Nähe gelegenen Burgward Bvistrizi im Nisani-Gau ergänzt werden sollen, nebst allem Zubehör und allen Einkünften.
Völlig ungewöhnlich und außerhalb der sonstigen Norm vergleichbarer Königsurkunden ist die Carte blanche in diesem Diplom:
Königshufen, die bei Bedarf durch wohl bestellte Ländereien in dem in der Nähe gelegenen Burgward Bvistrizi im Nisani-Gau ergänzt werden sollen.
Hier war offenbar der Wunsch der Vater des Diploms, da es dem Bistum Meißen einen Universalzugriff auf das gesamte Gebiet der Weißeritz eröffnete. Es könnte deshalb auch eine sogar entscheidende Rolle bei den Auseinandersetzungen mit den Burggrafen von Dohna im Weißeritzgebiet und um die Burg Thorun im Jahre 1206 gespielt haben, wenn nicht gar erst zu diesem Zeitpunkt angefertigt worden sein (eine ganze Reihe von auf die Jahre 968 und 971 gefertigte Urkunden zugunsten der Grenzziehung im Sinne des Bistums Meißen stammen tatsächlich sogar erst aus dem Jahre 1250).
Weiterhin völlig außer der Norm für Königsurkunden des Jahres 1068 und davor wie danach ist der Umstand, dass der Intervent Benno von Meißen auch gleichzeitig der Nutznießer der Urkunde ist. Die übliche Formel für den begünstigten Kleriker (selbst für Erzbischöfe) lautete in allen anderen Urkunden Heinrichs IV. um 1068: sowie in Anbetracht der treuen Dienste.
- Diplom vom 14. Mai 1068 (Dortmund): sowie in Anbetracht der treuen Dienste Bischof Burchards (von Halberstadt, Bischof 1059 bis 1085) zugunsten Halberstadts (Marktrecht)[4]
- Diplom vom 29. Mai 1068 (Soest): auf Bitten Erzbischof Annos von Köln (von 1056 bis 1075 Erzbischof) sowie in Anbetracht der treuen Dienste Erzbischof Annos begünstigt Heinrich dessen Gründung (von 1064)  Kloster Siegburg (die spätere Reichsabtei)[5]
- Diplom vom 5. August 1068 (Goslar) zugunsten des Bistums Hildesheim: sowie in Anbetracht der treuen Dienste Bischof Hezilos (von Hildesheim, von 1054 bis 1079 Bischof)[6]
- Diplom vom 12. August 1068 (Berstadt): sowie in Anbetracht der treuen Dienste Bischof Hermanns = Hermann I. von Bamberg (Bischof von 1065 bis 1075; gestorben am 26. Juni 1084 in Münsterschwarzach) zugunsten der bischöflichen Kirche zu Bamberg[7]
- Diplom vom 18. Oktober 1068 (Meißen): sowie in Anbetracht der treuen Dienste Bischof Eberhards (von 1045 bis 1079 Bischof von Naumburg) zugunsten der bischöflichen Kirche zu Naumburg[8]
  - 2. Diplom vom 18. Oktober 1068 (Meißen): sowie in Anbetracht der treuen Dienste Bischof Eberhards (von 1045 bis 1079 Bischof von Naumburg) zugunsten der bischöflichen Kirche zu Naumburg[9]

Hieraus kann geschlussfolgert werden, dass zur Ausfertigungszeit der Urkunde die Formel und Form von Diplomen des Jahres 1068 nicht mehr hinreichend bekannt waren, was sowohl für die Mitte des 12. Jahrhunderts als auch für die Zeit um 1200 zutreffen könnte. Offenbar bekannt war noch der Aufenthalt des Kaisers am 18. Oktober 1068 in Meißen, woraus eine Urkunde vom 28. Oktober 1068 in Rochlitz abgeleitet wurde. Auch hier fragt es sich, warum dann der Kaiser die das Bistum Meißen begünstigende Urkunde nicht bereits am 18. Oktober in Meißen direkt ausgestellt hatte, wie dies so oft üblich war. Die Urkunden vom 18. Oktober 1068 lagen bei der Ausfertigung der auf den 28. Oktober 1068 gefertigten Urkunde offenbar nicht vor. Sie wurden und werden im Stiftsarchiv in Naumburg aufbewahrt.
Ungewöhnlich ist des Weiteren, dass zu Löbtau kein Burgward erwähnt wird, dafür aber der in der Nähe gelegene Burgward Bvistrizi im Nisani-Gau. Dies spricht zum einen für eine fehlende deutsche Burgwardstruktur auch im Westen des Gaues Nisan und für das Fehlen der deutschen Herrschaft bis in die Zeit der Burggrafschaft, zum anderen aber auch für eine Ausfertigung des Diploms nach der Burgwardszeit um 1150.
Zudem ist der Inhalt auch ahistorisch. Das Diplom sagt aus, dass Heinrich IV. im Jahr 1068 die freie Verfügungsgewalt über den Burgward Bvistrizi innegehabt hätte. Tatsächlich verfügte 1068 der Herzog (und spätere König) von Böhmen Vratislav II. über Nisan einschließlich des Weißeritzgebietes. 1085 erhielt dessen Tochter Judith (Jutta) von Böhmen Nisan und Budissin (das Land um Bautzen) als Mitgift in die Ehe mit Wiprecht von Groitzsch. Außerdem macht eine böhmische Burg Gvozdec im äußersten Nordwesten Nisans in der Nähe Meißens, welche 1076 zerstört und gleich wieder aufgebaut wurde, einen zeitgleichen meißnischen Besitz viel weiter westlich davon nahe der Weißeritz fraglich. In der Historizität ist Cosmas von Prag als Annalist (auch zu Gvosdec) glaubwürdiger einzuschätzen als eine Urkunde aus dem ehemaligen Stiftsarchiv zu Meißen zugunsten des Domkapitels zu Meißen, welches eine Vielzahl von Diplomen auf das 10. und 11. Jahrhundert gefälscht hat. Böhmen verfügte über Nisan noch bis zum Jahre 1142. Die Urkunde ist wahrscheinlich mehr als 74 Jahre zurückdatiert worden.
Aus solchen Erwägungen heraus hatte bereits der langjährige Leiter der Regesta Imperii, Julius von Ficker, die Echtheit des Diploms in Zweifel gezogen. Bei der Monumenta Germaniae Historica (MGH) wurden diese Zweifel nicht geteilt:
Verfaßt und geschrieben von PA, der mit dem ihm zur Verfügung stehenden Raum nicht auskam und daher das Eschatokoll eng zusammendrängen mußte. Die Einwendungen Fickers (Zusätze und Berichtigungen zu Stumpf Reg. 2720) gegen die Originalität sind unbegründet.
Eine Rolle bei der ablehnenden Haltung der MGH gegenüber den RI spielte auch das Bemühen der Diplomatiker, ihren Bestand an verwertbaren Diplomen möglichst rein zu halten, sowie eine Rivalität zwischen beiden Institutionen. Dabei ist die Argumentation der MGH schwach, da sich der Absatz schon inhaltlich widerspricht: ein geübter und königlicher Schreiber wäre sehr wohl in der Lage gewesen, mit dem zur Verfügung stehenden Raum auszukommen. Diese Darstellung ist eher ein Argument für die Einwendungen Fickers. Nicht unwesentlich dürfte auch der Bearbeitungszeitraum (ab 1941) diese Darstellung der MGH beeinflusst haben, war man doch um diese Zeit sehr darum bemüht, dem Deutschen den eindeutigen Vorrang vor allem Slawischen zu geben, ein Bemühen, welches zu Lebzeiten Fickers († 10. Juli 1902) so ausgeprägt nicht vorhanden war.

## Lokalisierungen

### Weißeritz
Der Burgward Bvistrizi ist nach seiner (teilweisen) Westgrenze, der Weißeritz benannt, die altsorbisch Bystrica (= Wildbach zu altsorbisch bystry =schnell, wild, reißend) hieß. Der Burgwardsmittelpunkt ist bis heute nicht eindeutig lokalisiert und Gegenstand wissenschaftlicher Kontroversen. Nach der festen Annahme eines Burgwardes Pesterwitz (Burgwartsberg) neigte sich die Diskussion zunächst hin zu einem Burgward Coschütz (Heidenschanze), um seit 1995/98 durch einen neu entdeckten Burgward Plauen (Hoher Stein) ergänzt zu werden. Eine stichhaltige Entscheidung ist derzeit nicht möglich. Möglicherweise kommt ein bis dato noch gar in Betracht gezogener oder noch gar nicht entdeckter Burgward in Frage, möglicherweise ist im Falle der Urkundenfälschung dieser Burgward auch nur eine reine Fiktion, um dem hiermit urkundlich begünstigten Bistum Meißen erhebliche Vorteile bei der Aufteilung des Gaues Nisan nach 1142 zu verschaffen.

### Hypothetische Burgwarde

#### HypothetischerBurgward Pesterwitz
Im 19. Jahrhundert wurde der Ortsname Pesterwitz von Bvistrizi abgeleitet und der Burgward Bvistrizi in Pesterwitz lokalisiert. Hierdurch kam es zur Benennung des Burgwartberges.
Nach der Karte Burgwardmittelpunkte und jüngerslawische Burgwälle im obersächsisch-meißnischen Raum von Gerhard Billig lagen folgende Burgwardbezirke und zeitlich korrespondierende Burgwälle in Nisan:
- "B 26 Niederwartha/Woz (Urkundlich gesicherter Burgwardmittelpunkt; ersterwähnt 1045)
- B 27 Dresden-Briesnitz (Urkundlich gesicherter Burgwardmittelpunkt; ersterwähnt 1071)
- B 28 Pesterwitz (Erwähnter Burgwardmittelpunkt ohne gesicherte Wehranlage; ersterwähnt 1068)

Billig identifizierte somit Bvistrizi noch 1989 klar mit dem Burgwartsberg Pesterwitz. Bei ihm ist aber auch das Bemühen zu bemerken, die Quellenlage möglichst weit in die Vergangenheit zu schieben. Selbst für den Fall, dass man Gvozdec mit Woz gleichsetzt (was nur wahrscheinlich, aber nicht eindeutig ist), kann das Jahr 1045 nur angenommen werden, wenn dann auch noch Guodezi gleich Gvozdec wäre (was recht unwahrscheinlich ist). Und selbst die Gleichsetzung von Woz mit Niederwartha ist umstritten und war sie auch schon 1989. Erst recht war 1989 schon lange bekannt, dass die auf 1071 gefertigte Urkunde zu dem Fälschungskomplex der 1140er Jahre gehört. Insgesamt sind somit Billigs Bemühungen um klare Identifizierungen und Datierungen als nicht besonders gelungen zu bezeichnen.
Aber auch aktuell verwenden insbesondere Lokalhistoriker wie ein Ortschronist von Pesterwitz diese These:
- Nehmen wir an, auf dem Burgwartsberg in Pesterwitz stand zu Beginn des 11. Jahrhunderts (1068) die Burgwarde Bvistrizi. [...] Die Grenze bildeten die Flüsse Wiederitz und Weißeritz. Die Zuchewidre, wahrscheinlich die Wiederitz, von der Quelle bis zur Mündung in die Weißeritz und von dort bis zur Mündung der Weißeritz in die Elbe. [...] 1206 [...] Der Burgward hatte seine Aufgabe erfüllt und die sicherlich hölzerne Befestigung mit Kapelle verfiel. Knapp 140 Jahre vergingen und niemand beobachtete, was der Burggraf Heinrich II. von Dohna heimlich und widerrechtlich auf dem Burgwartsberg bei Pesterwitz bauen ließ. Er errichtete nachweislich auf dem Burgwartsberg die Burg Thorun.[12]

Aktuell wird der 1311 erstmals als Besterwiz urkundlich erwähnte Ort auf den altsorbischen Personennamen Bezstryj (=Bruder des Vaters) zurückführt, Pesterwitz etymologisch als Siedlung der Leute eines Bezstryj angesehen. Die etymologische Ableitung kann demzufolge nicht mehr als Beweis für einen Burgward Pesterwitz herhalten. Ein Umkehrschluss, wie von manchen Historikern gezogen, ist aber nicht zulässig. Nur weil sich Pesterwitz nicht etymologisch aus Bvistrizi ableitet, ist dies noch lange kein Beweis gegen einen Burgward Pesterwitz. Auch Coschütz, Heidenschanze, Plauen und Hoher Stein lassen sich etymologisch nicht aus Bvistrizi herleiten. Zudem sind auch bislang fehlende Funde im Gebiet der Burg auf dem Burgwartsberg aus der Burgwardszeit kein Beweis gegen einen Burgward Pesterwitz. Zum einen ist das Terrain immer noch nicht archäologisch erschlossen, und zum anderen könnten auch Burgreste aus dem 12. Jahrhundert einem Burgwardsmittelpunkt zugeordnet werden, da sich der Übergang von der Burgwardverfassung zur Burggrafschaft Dohna (1156 urkundlich ersterwähnt) im Gau Nisan infolge des Herrschaftswechsels von Böhmen an den deutschen König offenbar verzögert hatte.

#### HypothetischerBurgward Plauen
In Plauen befand sich spätestens seit Ende des 12. Jahrhunderts ein Herrensitz.